# Гуркі-Напенковські
Гуркі-Напенковські (пол. Górki Napękowskie) — село в Польщі, у гміні Беліни Келецького повіту Свентокшиського воєводства.
Населення — 221 особа (2011).
У 1975-1998 роках село належало до Келецького воєводства.

## Демографія
Демографічна структура на день 31 березня 2011 року:
|          | Загалом | Допрацездатний вік | Працездатний вік | Постпрацездатний вік |
| -------- | ------- | ------------------ | ---------------- | -------------------- |
| Чоловіки | 104     | 30                 | 62               | 12                   |
| Жінки    | 117     | 23                 | 64               | 30                   |
| Разом    | 221     | 53                 | 126              | 42                   |